# Sins
Sins (gsw. Seis) – gmina (niem. Einwohnergemeinde) w Szwajcarii, w kantonie Argowia, w okręgu Muri. Liczy 4299 mieszkańców (stan na grudzień 2020).
Do 1941 r. nazwa gminy brzmiała Meienberg.